# Łebedynśke (obwód doniecki)
Łebedynśke (ukr. Лебединське) – wieś na Ukrainie, w obwodzie donieckim, w rejonie mariupolskim. W 2001 liczyła 718 mieszkańców, spośród których 254 wskazało jako ojczysty język ukraiński, 459 rosyjski, 2 mołdawski, 1 białoruski, a 1 inny.